# Oracle Challenger Series – Houston
Oracle Challenger Series – Houston – męski turniej tenisowy rangi ATP Challenger Tour i kobiecy kategorii WTA 125K Series. Rozgrywany na kortach twardych w amerykańskim Houston od 2018 roku.

## Mecze finałowe

### gra pojedyncza mężczyzn
| Rok  | Mistrz        | Finalista    | Wynik               |
| 2019 | Marcos Giron  | Ivo Karlović | 7:5, 6:7(5), 7:6(9) |
| 2018 | Bradley Klahn | Roy Smith    | 7:6(4), 7:6(4)      |

### gra podwójna mężczyzn
| Rok  | Mistrzowie                       | Finaliści                       | Wynik             |
| 2019 | Jonatan Erlich Santiago González | Ariel Behar Gonzalo Escobar     | 6:3, 7:6(4)       |
| 2018 | Austin Krajicek Nicholas Monroe  | Marcelo Arévalo James Cerretani | 4:6, 7:6(3), 10–5 |

### gra pojedyncza kobiet
| Rok  | Mistrzyni        | Finalistka      | Wynik         |
| 2019 | Kirsten Flipkens | Coco Vandeweghe | 7:6(4), 6:4   |
| 2018 | Peng Shuai       | Lauren Davis    | 1:6, 7:5, 6:4 |

### gra podwójna kobiet
| Rok  | Mistrzynie                    | Finalistki                      | Wynik          |
| 2019 | Ellen Perez Luisa Stefani     | Sharon Fichman Ena Shibahara    | 1:6, 6:4, 10–5 |
| 2018 | Maegan Manasse Jessica Pegula | Desirae Krawczyk Giuliana Olmos | 1:6, 6:1, 10–8 |